# مراوده‌های شخصیتی
مراوده (Mutual)، به رفتارهایی دوطرفه یا چندطرفه گفته‌ می‌شود؛ که بین انسان‌ ها برقرار می‌شود. هر شخصی در درونش، سه شخصیت درونی، به نام‌های «کودک»، «والد» و «بالغ» دارد؛ که هر کدام بنا به رفتارهای غالبی خودشان رابطه برقرار می‌کنند.
کودک بد، رفتارها و مراوده‌هایش بد و آزار دهنده‌است، برای همین بیشتر سعی در کنترل رفتارهای او می‌شود چون کاملاً رفتارهای اجتماعی بد و مخربی را در خود دارد؛ مثلاً وقتی کسی با شخصیت بالغ خود با او صحبت‌می‌کند، او با کودک بد خود پاسخ‌می‌دهد و طرف مقابل را وادار می‌کند که او نیز کودک بد درونش را بیدار کند.

## انواع مراوده‌ها

### مکمل
این نوع مراوده‌ها تکمیل‌کنندهٔ هم‌دیگرند؛ فرضاً شخص الف از شخص ب با لحن بالغ می‌پرسد: می‌شود بی‌زحمت بگویید ساعت چند است؟ و شخص ب نیز از طرف بالغ خود پاسخ‌می‌دهد که بله و ساعت را اعلام‌می‌کند. این مراوده و مراورده‌هایی را که بین شخصیت‌های همنام درونی برقرار می‌شود را مکمل می‌گویند و اگر کسی در روند آنها دخالت‌نکند، تا ابد ادامه خواهندداشت.

## متقاطع
این نوع مراوده بین دو شخصت ناجور برقرار می‌شود، فرضاً الف با بالغ خود می‌پرسد ولی ب با کودک خود پاسخ‌می‌دهد؛ مثلاً می‌گوید ساعت چند است؟ ولی شخص ب چیزی کودکانه مانند مسخره کردن، خندیدن، توجه نکردن و رفتارها و گفتارهایی از این قبیل را از خود بروز می‌دهد. این نوع مراوده همان‌طور که از نامش هم پیدا است برقرارنشده پایان‌می‌یابند.
مراودهٔ متقاطع که بین کودک و والد برقرار می‌شود گاهی مراودهٔ مکمل می‌شود، زیرا کودک و والد کاملاً با هم دیگر ضدیت دارند و بیشتر اوقات مراوده‌هایشان حالت دستوری از طرف والد است. برای همین آرام آرام مراوده‌های متقاطع کودک با والد به مراوده‌های مکمل تغییر شکل می‌دهند.

## ضمنی
این نوع مراوده پیامی مخفی و کنایی است که در کالبد پیامی دیگر به افراد داده‌می‌شود. در ادبیات ما نمونهٔ این نوع مراوده‌ها بسیار است، زیرا هنوز حرف‌ها را با تعارف می‌زنیم و نمی‌توانیم حس درستمان را در آنها منتقل‌کنیم.
این نوع مراوده‌ها پیچیده‌ترین مراوده‌ها هستند، زیرا پیام درونی آن‌ها با حقیقت لفظی و گفتاریش اصلاً منطبق نیست و گاهی کاملاً بر عکس آن هم هست؛ مثلاً آقای الف به خانم ب می‌گوید، چه لباس زیبایی پوشیده‌اید. لفظ این جمله از طرف بالغ شخص ادا می‌شود ولی وقتی به کل مراوده نگاه‌می‌کنیم و حالت بیان و لحن این جمله را می‌بینیم، می‌فهمیم که بالغ  این جمله را نگفته بلکه، والد یا کودکی بد این را گفته و پیام نهان این جمله به خانم ب فرضاً این بوده که «لباست خیلی سکسی‌ست، برو عوضش کن»، یا «از رنگ یا فرم این لباس خوشم‌نمی‌آید، برو عوضش کن».
برای مطالعهٔ بیشتر در این زمینه می‌توانید به کتاب ماندن در وضعیت آخر یا کتاب بازی‌ها مراجعه کنید.